# Giải PFCS cho phim hoạt hình hay nhất
Giải PFCS cho phim hoạt hình hay nhất là một giải của Hội các nhà phê bình phim thành phố Phoenix (Hoa Kỳ) dành cho phim hoạt hình được bầu chọn là hay nhất. Giải này được lập từ năm 2000.

## Các phim đoạt giải

### Thập niên 2000
| Năm  | Phim                                           | Đạo diễn                      |
| ---- | ---------------------------------------------- | ----------------------------- |
| 2000 | Chicken Run                                    | Peter Lord & Nick Park        |
| 2001 | Monsters, Inc.                                 | Pete Docter                   |
| 2001 | Shrek                                          | Andrew Adamson & Vicky Jenson |
| 2002 | Spirited Away (Sen to Chihiro no kamikakushi)  | Hayao Miyazaki                |
| 2003 | Finding Nemo                                   | Andrew Stanton                |
| 2004 | The Incredibles                                | Brad Bird                     |
| 2005 | Wallace & Gromit: The Curse of the Were-Rabbit | Steve Box & Nick Park         |
| 2006 | Flushed Away                                   | David Bowers & Sam Fell       |
| 2007 | Ratatouille                                    | Brad Bird                     |
| 2008 | WALL-E                                         | Andrew Stanton                |

Bản mẫu:PFCS Awards Chron